# Walter Gordon
Walter Gordon (13 de agosto de 1893–24 de diciembre de 1939) fue un físico teórico alemán.

## Vida
Walter Gordon fue hijo del empresario Arnold Gordon y de su esposa Bianca Gordon. La familia se mudó a Suiza en sus primeros años. En 1900 asistió a la escuela en San Gallen y en 1915 inició sus estudios de matemáticas y física en la Universidad de Berlín. Recibió el grado de doctor en 1921 de Max Planck. En 1922, estando aún en la Universidad de Berlín, Gordon se convirtió en el asistente de Max von Laue. En 1925, trabajó por unos meses en la Universidad de Mánchester con William Lawrence Bragg y luego, en la Sociedad Wilhem Kaiser para química de fibras en Berlín. En 1926 se mudó a Hamburgo, donde  obtuvo la habilitación en 1929. En 1930 se convirtió en profesor. Se casó con una mujer de Hamburgo, Gertrud Lobbenberg. en 1932. Se mudó a Estocolmo en 1933 debido a la situación política en Alemania. Estando en la Universidad de Estocolmo trabajó en mecánica y física matemática.

## Obras notables
Oskar Klein y Walter Gordon propusieron la ecuación de Klein-Gordon para describir partículas cuánticas en el marco de la teoría de la relatividad.